# Izunuma-Uchinuma
Izunuma et Uchinuma (伊豆沼・内沼) sont un couple de lacs d'eau douce interconnectés dans la plaine alluviale de la rivière Hasama, affluent du fleuve Kitakami, dans la préfecture de Miyagi au Japon.

## Histoire
En 1967, l'avifaune et l'habitat des lacs furent inscrits sur la liste des monuments naturels du Japon.
En 1985, une zone de 559 hectares devient un site Ramsar.
En 1996, le chant de l'oie rieuse d'Izunuma-Uchinuma fut sélectionné comme l'un des 100 sons naturels du Japon par le Ministère de l'environnement japonais.